# Scambus calobatus
Scambus calobatus är en stekelart som först beskrevs av Johann Ludwig Christian Gravenhorst 1829.  Scambus calobatus ingår i släktet Scambus och familjen brokparasitsteklar. Arten är reproducerande i Sverige. Inga underarter finns listade i Catalogue of Life.